# Kawasaki T-4
El Kawasaki T-4 es un avión de entrenamiento a reacción subsónico usado por la Fuerza Aérea de Autodefensa de Japón. Actualmente es utilizado por el grupo acrobático Blue Impulse de la Fuerza Aérea japonesa. El primer prototipo XT-4 voló por primera vez el 29 de julio de 1985 y el primer aparato de producción fue entregado en el año 1988.

## Variantes
- XT-4: Prototipo. 4 fabricados.
- T-4: Entrenador biplaza. 208 fabricados.

## Operadores
- Japón

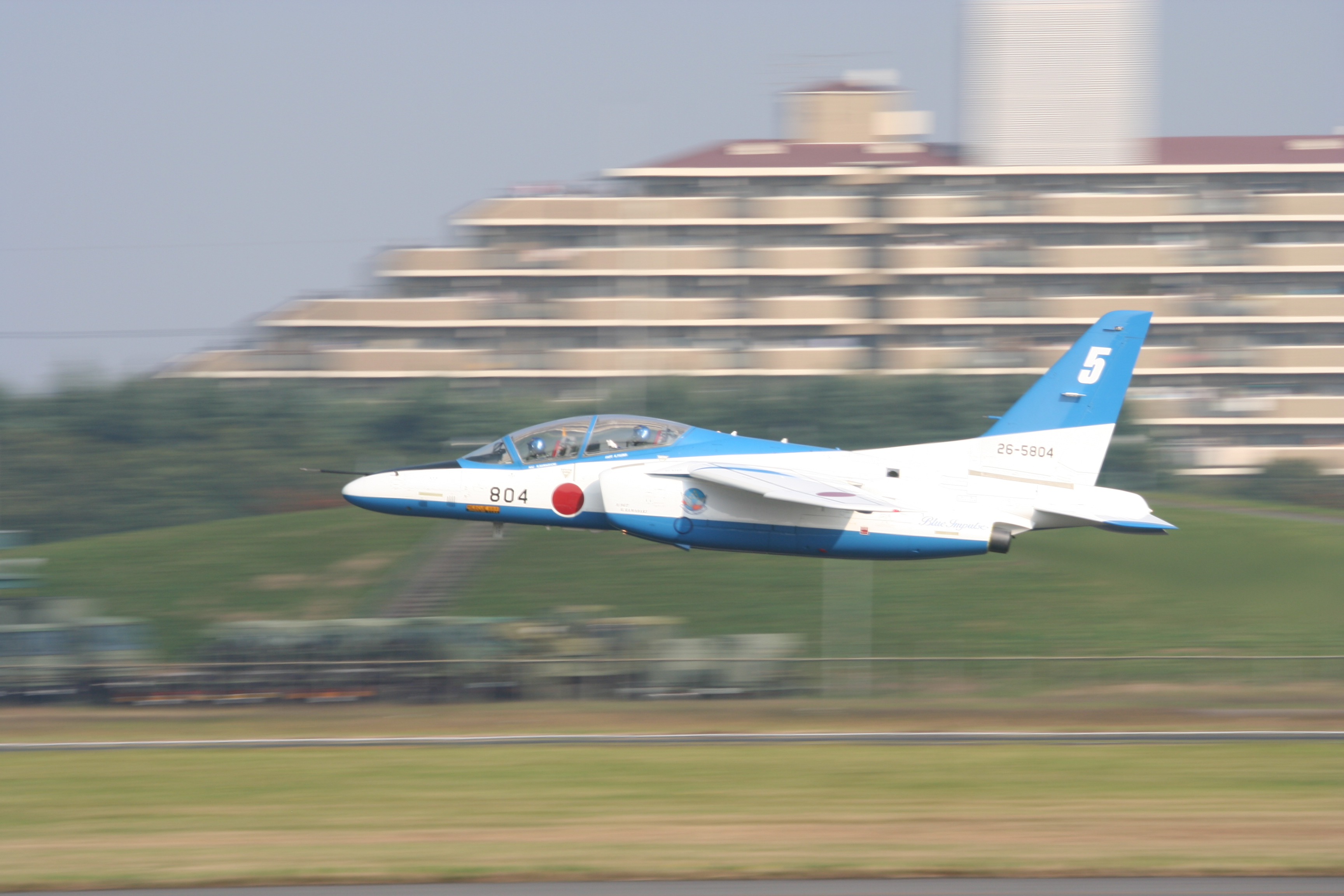
T-4 del grupo acrobático Blue Impulse.

  - Fuerza Aérea de Autodefensa de Japón

## Especificaciones (T-4)

### Características generales
- Tripulación: 2
- Longitud: 13 m
- Envergadura: 9,94 m
- Altura: 4,6 m
- Peso vacío: 3.790 kg
- Peso máximo al despegue: 7.500 kg
- Planta motriz: 2× turbofán Ishikawajima-Harima F3-IHI-30.
  - Empuje normal: 32,6 kN 7.320 lbf de empuje cada uno.

### Rendimiento
- Velocidad máxima operativa (Vno): 1.038 km/h
- Alcance: 1.668 km

### Aeronaves similares
- Hongdu JL-8
- Hongdu L-15 Falcon
- Sukhoi Su-25
- Yakovlev Yak-130
- Aero L-39 Albatros
- CASA C-101 Aviojet
- AMX International AMX
- Aermacchi MB-339
- PZL I-22 Iryda
- BAE Hawk
- IAR 99
- Dassault-Breguet/Dornier Alpha Jet
- FMA IA 63 Pampa
- Soko G-4 Super Galeb

### Secuencias de designación
- Entrenadores militares japoneses: T-1 · T-2 · T-3 · T-4 · T-5 · T-7